# 河川兽属
河川兽属（学名：Potamotherium）是鼬科下的一个属。

## 下属物种
本属包括以下物种：
- Potamotherium miocenicum Peters, 1868
- 瓦氏河川兽 Potamotherium valletoni Geoffroy, 1833，瓦莱顿河川兽[2]